# 王繼
王繼（1433年—1503年），字述之，號樗菴，河南祥符縣（今屬開封市）人，明朝政治人物，成化二年進士，初授監察御史，在西北任職多年。弘治間官至南京兵部尚書。

## 生平
天顺三年（1459年）己卯科河南乡试第六十名舉人，成化二年（1466年）丙戌科会试第一百九名，三甲九十一名進士。四年戊子授雲南道監察御史，奉敕督理两淮盐法。成化七年（1471年），巡按山西，监臨乡试。成化九年（1473年），陝西巡撫馬文升以邊塞屯政久廢，邊儲匱乏，疏請才力過人者往任，擢王繼為陝西按察使司僉事，督理屯田。成化十五年（1479年），擢原靖邊兵備副使。成化十七年（1481年），擢山西按察使，母喪去職。成化二十二年（1486年），改福建按察使，次年擢山西右布政使，到任僅三日，因福建江廣流賊劫掠三省，擢王繼以都察院右副都御史、巡撫福建，前往圍剿。弘治三年（1490年），因哈密卫為吐鲁番汗国所據，孝宗以王繼廵撫甘肅，隨即吐鲁番請降。
弘治五年（1492年），擢南京兵部右侍郎。弘治九年（1496年）入為戶部左侍郎，提督京通倉塲。次年，九載考績，進戶部尚書。弘治十四年（1501年），改南京刑部尚書，隨即改南京兵部尚書，參賛機務，卒于官，年七十一。朝廷追贈太子少保，遣職方司郎中姚璽護送靈柩回鄉，命工部吳玉榮負責營葬。

## 事跡
成化七年，王繼巡按山西，監臨科試，搜閱汰卷中得陶琰、王槐二卷，二人隨後連舉解元。

## 家族
曾祖王均。祖父王覺玉，父王瑄，字廷器，均累贈資善大夫。母范氏。慈侍下。兄综、弟恭、宽、敏。

### 引文
1. ↑  《福州府志·卷四十二·官政志五·名宦（上）》：王继，祥符人。成化间，福建按察使，宪度明肃。后以都御史来巡抚，除寇戢兵，奖贤爱士，黜贪出暴，善政居多，入为户部尚书。
2. ↑  《明人傳記資料索引》827：王繼，字述之，號樗菴，河南祥符人。成化二年進士，授監察御史，按事廉明，歷山西按察布政使，仕終南京兵部尚書，參賛機務。弘治十六年（1503年）卒于官，年七十一。
3. 1 2  《南京兵部尚書王公繼傳》

### 書目
- 《福建省志》，福建省地方誌編纂委員會編，1992年。
- 《國朝獻徵錄》

| 官衔        | 官衔                                | 官衔        |
| ----------- | ----------------------------------- | ----------- |
| 前任： 高明 | 福建巡撫 成化二十三年（1487年）上任 | 繼任： 阮鶚 |